# Rovvattenloppa
Rovvattenloppa (Cercopagis pengoi) är ett litet kräftdjur i undergruppen bladfotingar. 

## Utseende
Själva kroppen är bara någon mm, men den fortsätter i en cm-lång svans, som är försedd med krökar och taggar. Den är gråvit, nästan genomskinlig, har fyra par ben och ett enda stort, svart öga. Rovvattenloppan liknar Bythotrephes cederstroemii, en hinnkräfta som bland annat finns i svenska sjöar.

## Utbredning
Ursprunget ligger i Svarta havet och Kaspiska havet. Arten upptäcktes för första gången i Östersjön 1992 i Rigabukten, i svenska vatten 1997, och sedan 1999 finns den i större delen av Östersjön. I USA/Kanada finns den i de Stora sjöarna, där den är invasiv. I Östersjön sprider sig rovvattenloppan i början på 2000-talet med en hastighet omkring 100 km/år. 

## Ekologi
Rovvattenloppan förekommer i sötvatten och brackvatten med salthalt upp till 15-17 ‰ och temperatur +3 °C - +38 °C. Vattenloppans långa svans gör att djuren lätt hakar i varandra och bildar stora hopar, ungefär som tapetklister.

## Invasiv art
Rovvattenloppan har introducerats till flera områden utanför sitt ursprungliga utbredningsområde. Troligen har den införts genom fartygs barlastvatten. Den är upptagen på en lista över världens 100 mest invasiva arter. I Sverige betecknas den som potentiellt invasiv av havs- och vattenmyndigheten.
Rovvattenloppan konkurrerar med småfisk om zooplankton och kan på sikt bli ett hot mot dessa fiskar, som förlorar föda. Rovvattenloppan saknar ofta naturliga fiender i de områden där den introducerats, och har den väl etablerat sig är den nästan omöjlig att utrota. I Sverige finns förslag om att med olika medel gynna strömmingen, som möjligen skulle kunna svälta ut rovvattenloppan. I Östersjön har en koncentrationen på cirka 2 000 individer per m3 vatten uppmätts.När de hakar i varandra bildas en smet som smutsar ner och täpper igen fiskeredskap. Rapporter finns att fiskare, som rensat redskap från smörjan drabbats av allergiska reaktioner.